# Odontolakis virescens
Odontolakis virescens is een rechtvleugelig insect uit de familie sabelsprinkhanen (Tettigoniidae). De wetenschappelijke naam van deze soort werd voor het eerst geldig gepubliceerd in 1891 door Ludwig Redtenbacher.